# Sint-Catharinakerk (Brandenburg an der Havel)
De Sint-Catharinakerk (Duits: Sankt Katharinen) is een drieschepige laatgotische hallenkerk en de protestantse parochiekerk van Neustadt in Brandenburg an der Havel in de deelstaat Brandenburg. De kerk geldt als een meesterwerk van de Noord-Duitse baksteengotiek en is de grootste kerk van de stad.

## Geschiedenis

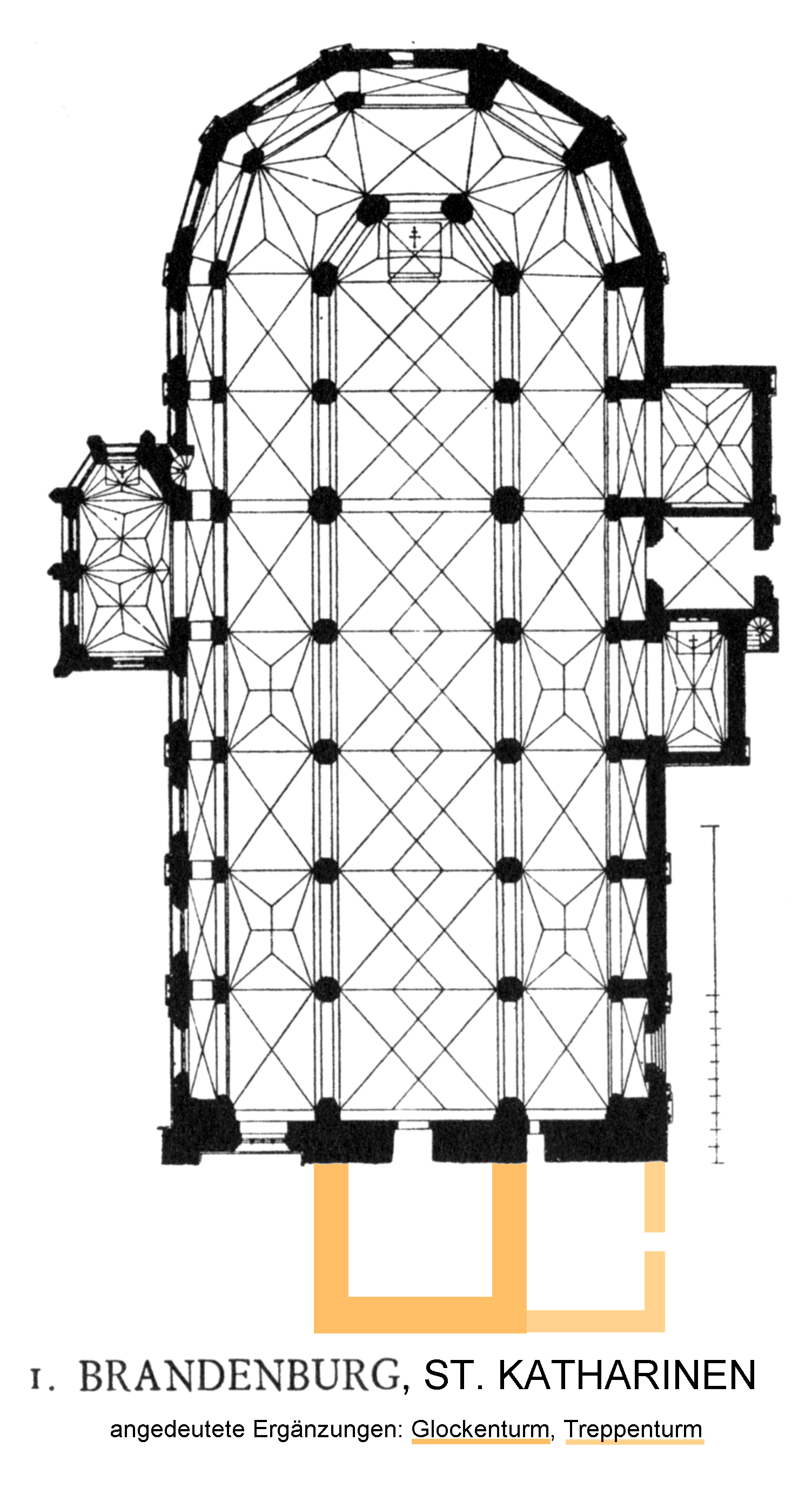
Plattegrond volgens Georg Dehio, maar supplementeerd met de torens

Tot 1395 stond op de plaats van de huidige kerk een van veldstenen gebouwde kerk. De uit Stettin afkomstige bouwmeester Hinrich Brunsberg liet op de plaats van deze veldstenen kerk de Catharinakerk bouwen. Ze werd in 1401 aan de heiligen Catharina, Amalberga en Nicolaas gewijd.
De kerk heeft een lengte van 73 meter, een breedte van 29 meter en het dak reikt tot 38 meter. De hoogte van de imposante dakstoel betreft een te bezichtigen meesterwerk van laatmiddeleeuws timmermanswerk. De toren is 72,5 meter hoog en het schip werd in de eerste bouwfase met een vlakke oostelijke gevel afgesloten. Pas later werd het polygonale koor toegevoegd.
Luchtmaaswerk, rosetten en meer dan levensgrote sculpturen, alles van baksteen en terracotta, sieren het exterieur van de kerk in een omvang, dat anders allen in de parementgotiek bekend is.
De hoogtepunten zijn de beide zijkapellen, de noordelijke Marienkapel zelfs meer dan de zuidelijke Schöppenkapel (Schepenkapel).

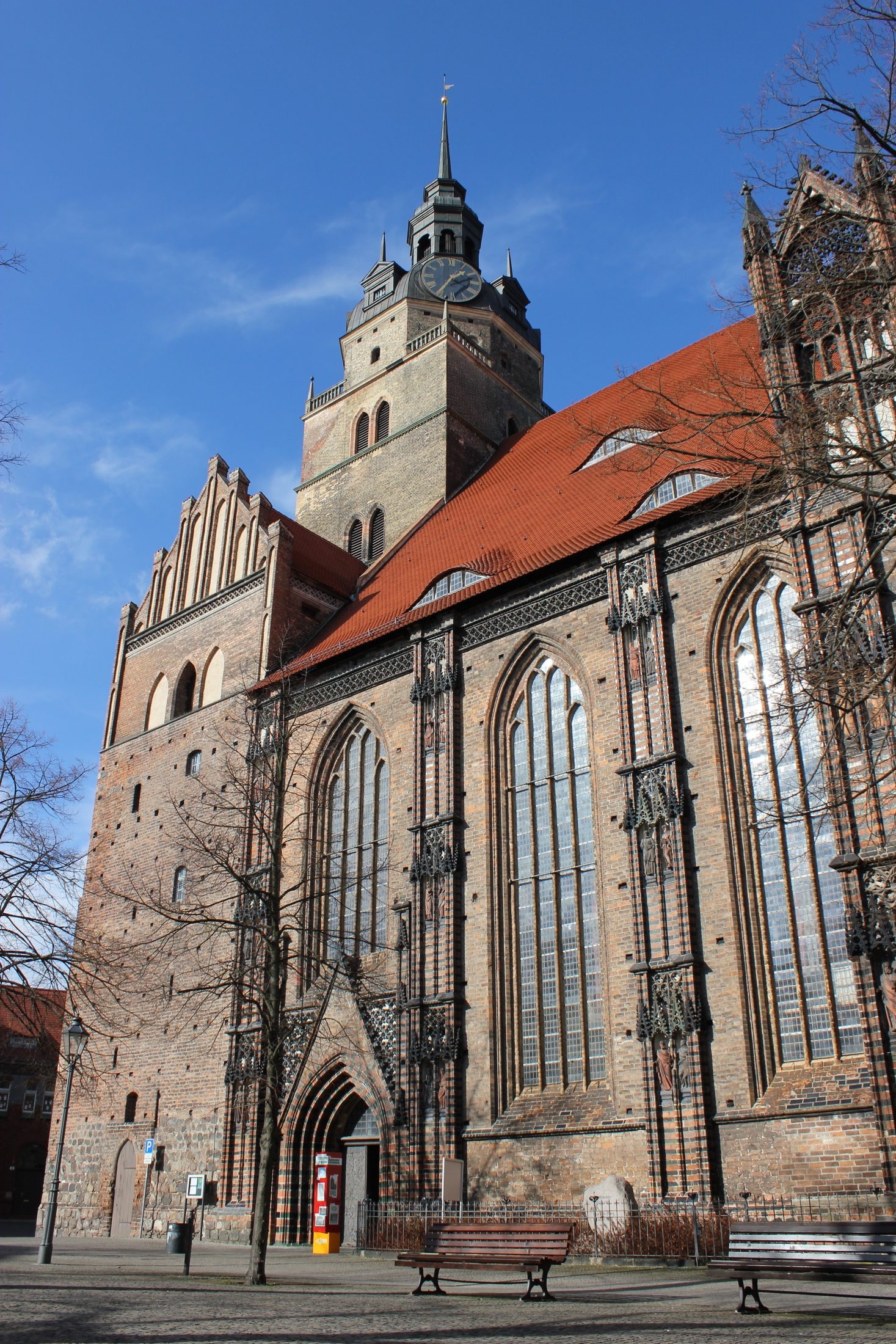
Westelijke kerkschip, traptoren en klokkentoren
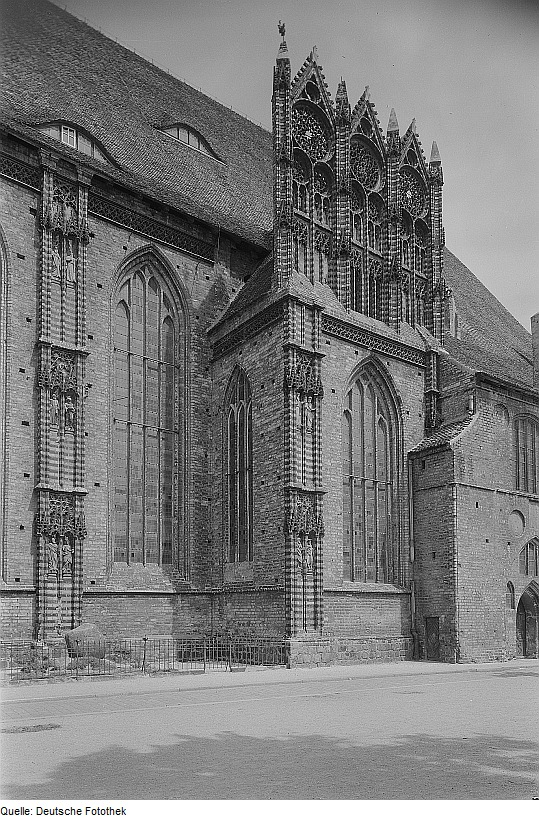
Zuidelijke of Schöppenkapel
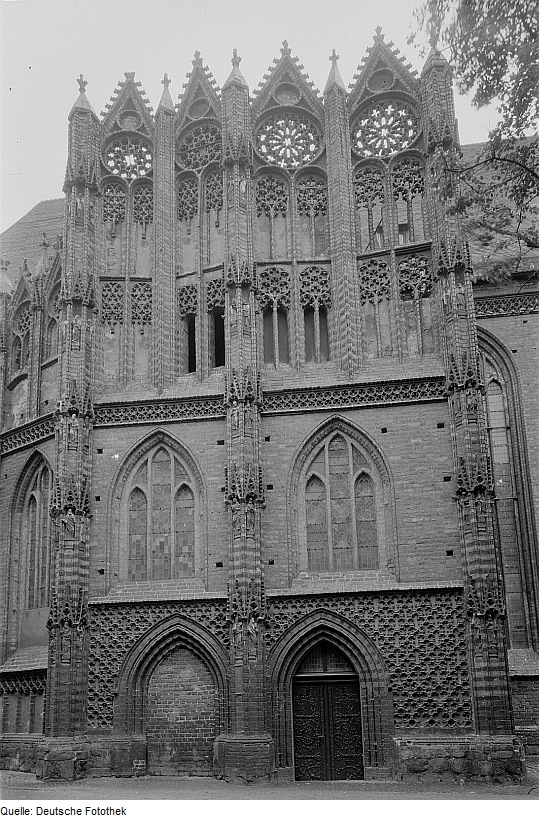
Noordelijke of Mariënkapel
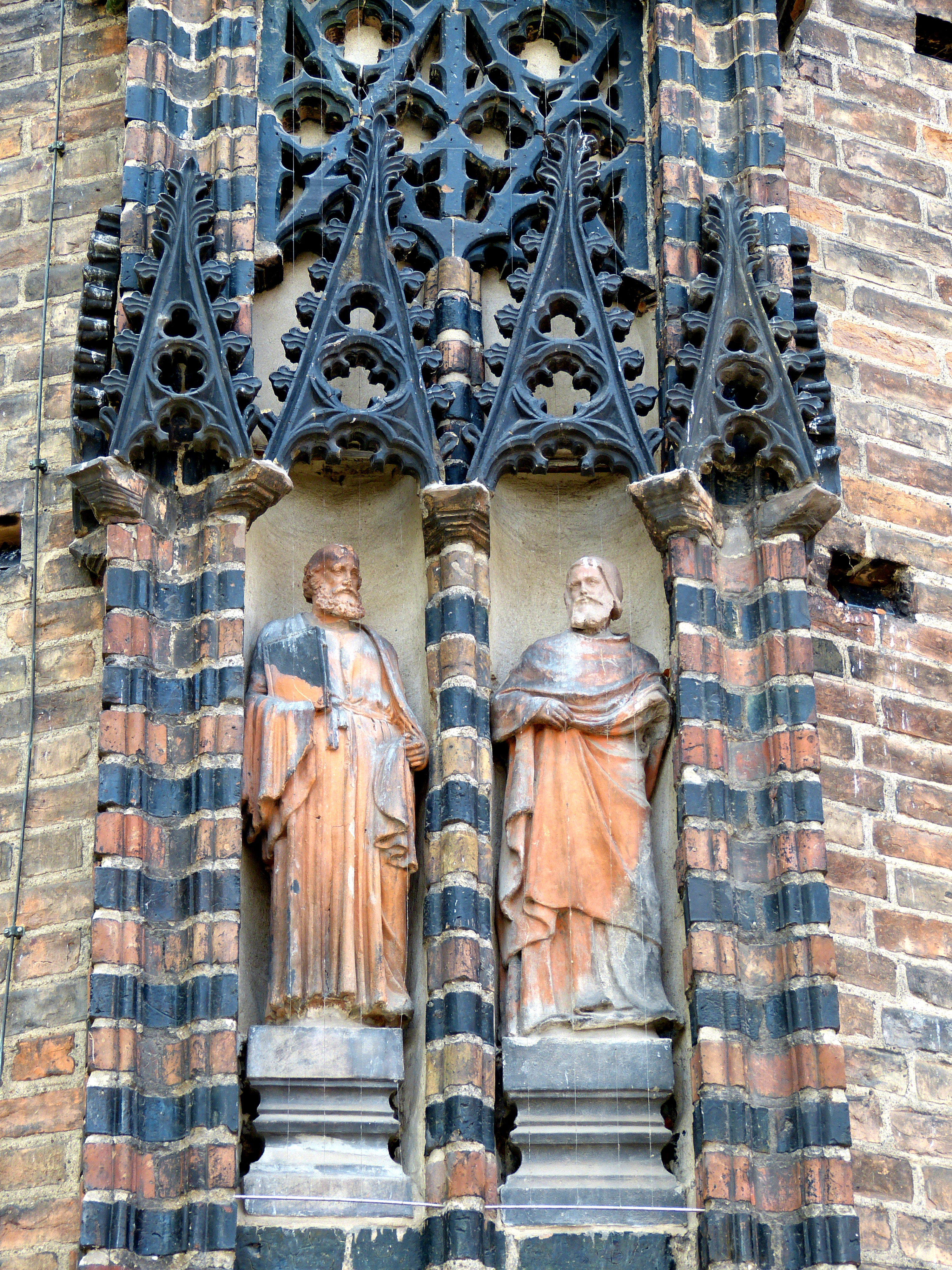
Twee van de monumentale Terracottasculpturen

Met de indrukwekkende afmetingen van de kerk en de rijke inventaris onderstreepte de stad het streven om de rijkste, machtigste en belangrijkste stad van de Mark Brandenburg te zijn.

## Interieur
De kerk bezit een rijk interieur. Bezienswaardig is het grote vleugelaltaar uit 1474, het altaar in de Schöppenkapel, het achthoekige bronzen doopvont uit 1440 en het rijke beeldhouwwerk in de spitsvormige nissen van de zijmuren.

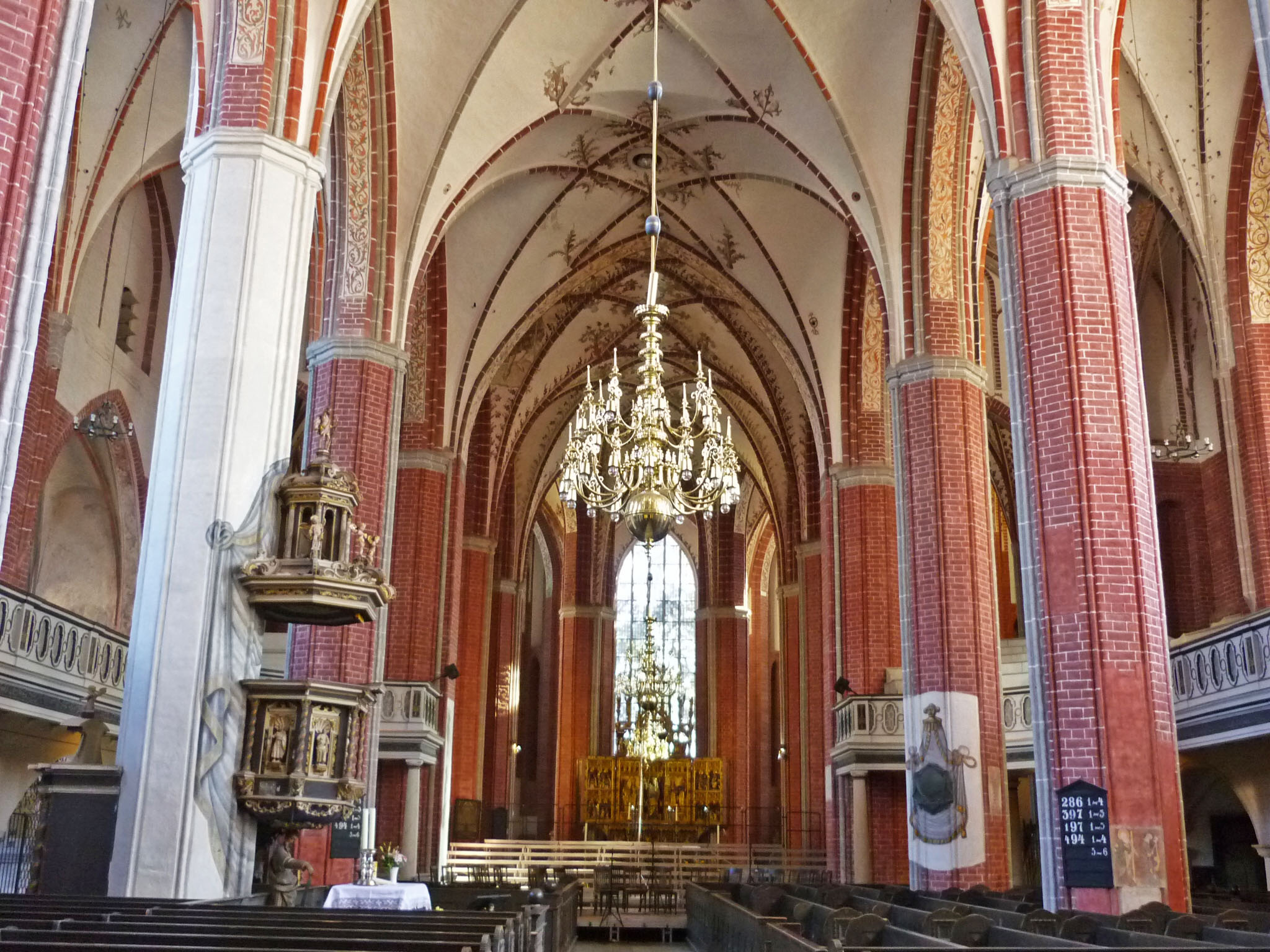
Kerkschip naar oosten
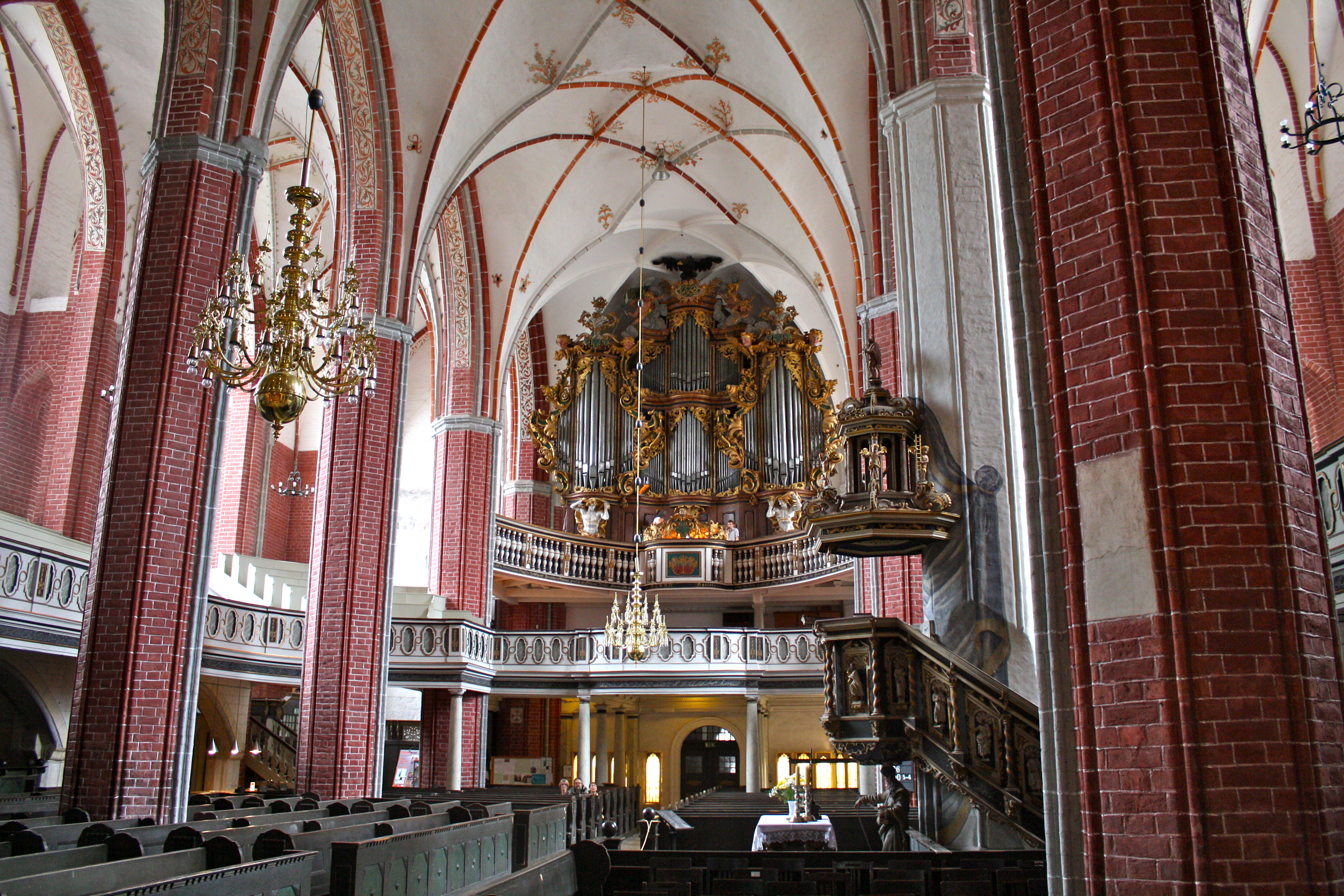
Kerkschip naar westen
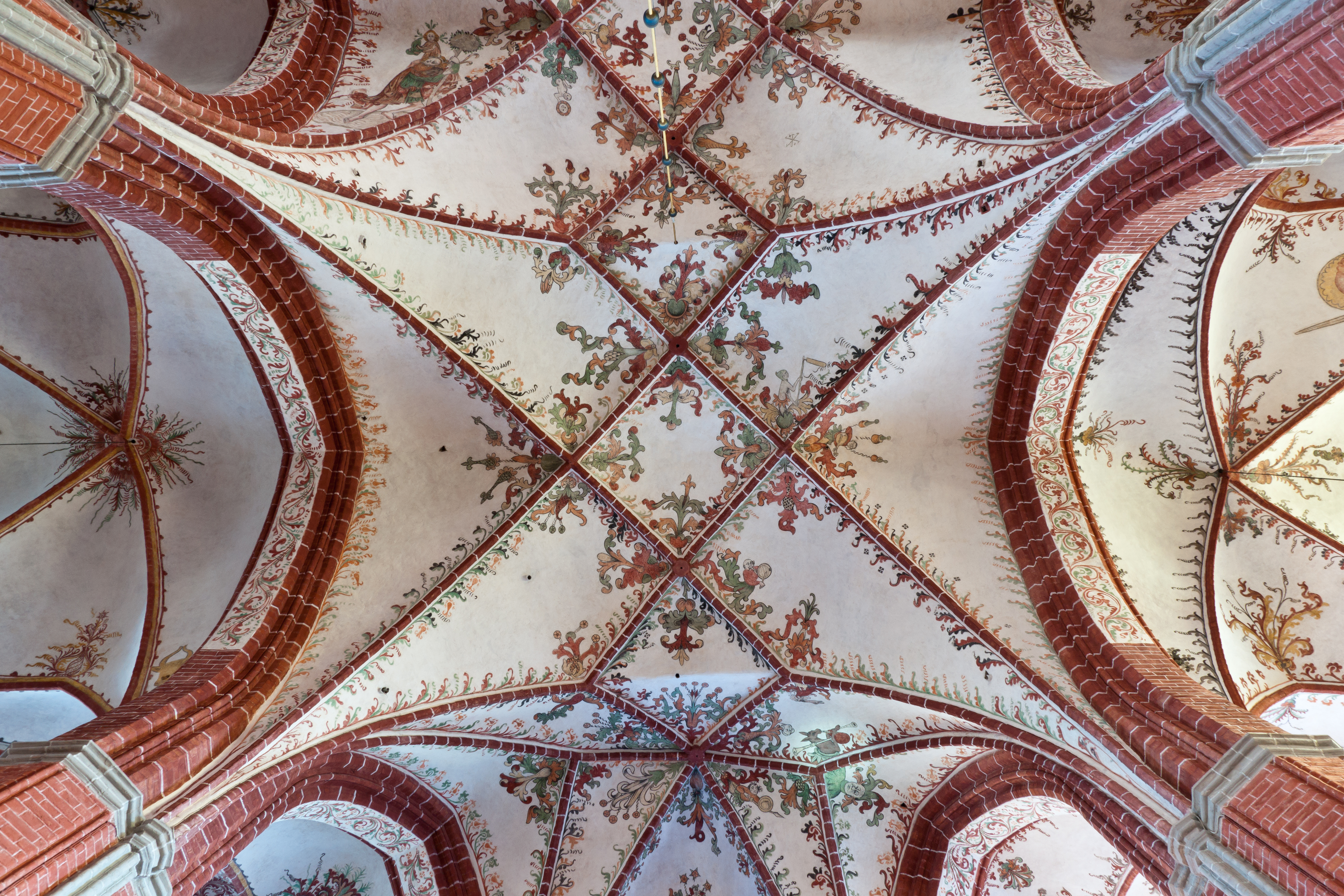
laatgotische gewelven

Het orgel werd in 1936 door Alexander Schuke, Potsdam, gebouwd. Van het oorspronkelijke orgel van Joachim Wagner uit 1726 bleven slechts de orgelkas van Johann Georg Glume en enkele pijpen bewaard.
Alle ramen werden in 1912 door Otto Linnemann uit Frankfurt ontworpen en uitgevoerd.

## Toren
Op 30 maart 1582 werd om 03:00 uur de toren van de kerk door een ramp getroffen. De orkaan in 1580 had reeds een scheur veroorzaakt die bij een meting in 1582 de toren al ruim 7,5 centimeter van de gevel deed afwijken. In de rampnacht sliepen de drie kunstfluiters Anton Störtewein, Andreas Drichel en Georg Wolff in de Kunstfluiterswoning op de bovenste verdieping van de toren. Störtewein had juist een uur uitgeblazen, toen de toren instortte. Het lot was de drie gezellen kennelijk goedgezind want alle drie overleefden de ramp met lichte verwondingen. Met het inzakken van de toren werd ook de westelijke muur met het daaraan hangende orgel mee gescheurd en verwoest.
De Milaanse bouwmeester Johann Baptista de Sala bouwde vervolgens een nieuwe toren. Nadat de raad van Brandenburg- Neustadt de bouwmeester niet meer kon betalen keerde De Sala naar Milaan terug. Tien jaar later werd de bekroning van de toren met een achthoekige helm en een doorbroken lantaarn voltooid door de uit Dresden afkomstige timmerman Balthasar Richter. Vorm en grote van de lantaarn tonen overigens volgens een gravure uit 1680 een verbluffende gelijkenis met de torenbekroning van de oude Kruiskerk in Dresden. Michaël van Utrecht bedekte de spits met lood.
Tot 1734 bezat de kerk een dakruiter, waarin de klokken Salvator, Johannes en Maria hingen. Na de afbraak van de dakruiter kregen de klokken een plaats in de hoofdtoren.

## Bibliotheek
De Catharinaparochie bezit een bibliotheek met circa 1000 werken uit de tijd van de late middeleeuwen en de reformatie. Hieronder bevinden zich geschriften uit het bezit van belangrijke geleerden zoals de familie Garcaeus, Georg Sabinus, Georg Sabinus, Johannes Mathesius, Abdias Praetori. Eveneens bevinden zich onder de werken wiegendrukken uit de vroege periode van de Europese boekdruk. Verder bezit de bibliotheek, die ligt opgeslagen in het stiftsarchief van de Petrus en Paulusdom, over een waardevolle middeleeuwse muziekbibliotheek. Deze bevat 350 handschriftvolumes en 319 muzieknotaties die teruggaan tot in de 16e eeuw. De kerkbibliotheek van de Catharinakerk is de jongste van de drie kerkbibliotheken die de stad Brandenburg an der Havel rijk is en werd met de verwerving van de geërfde bibliotheek van Joachim Garcaeus in 1634 gesticht.

## Bijzonderheid
Na de Slag bij Lützen werd de dode koning Gustaaf Adolf voor het overbrengen van het overschot naar Zweden van 11 tot 19 december 1632 in de kerk opgebaard in afwachting van de aankomst van koningin-weduwe Maria Eleonora, die oorspronkelijk afkomstig was uit Brandenburg.

## Afbeeldingen

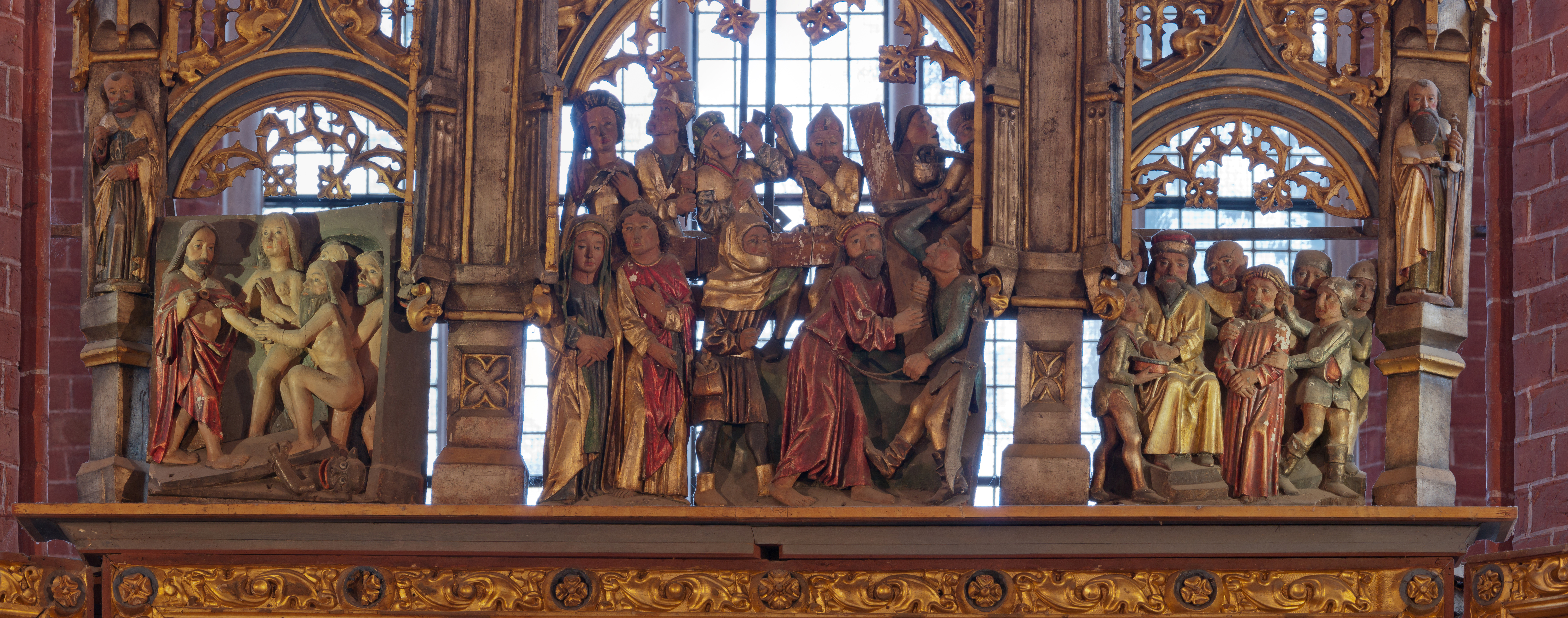
Detail vleugelaltaar

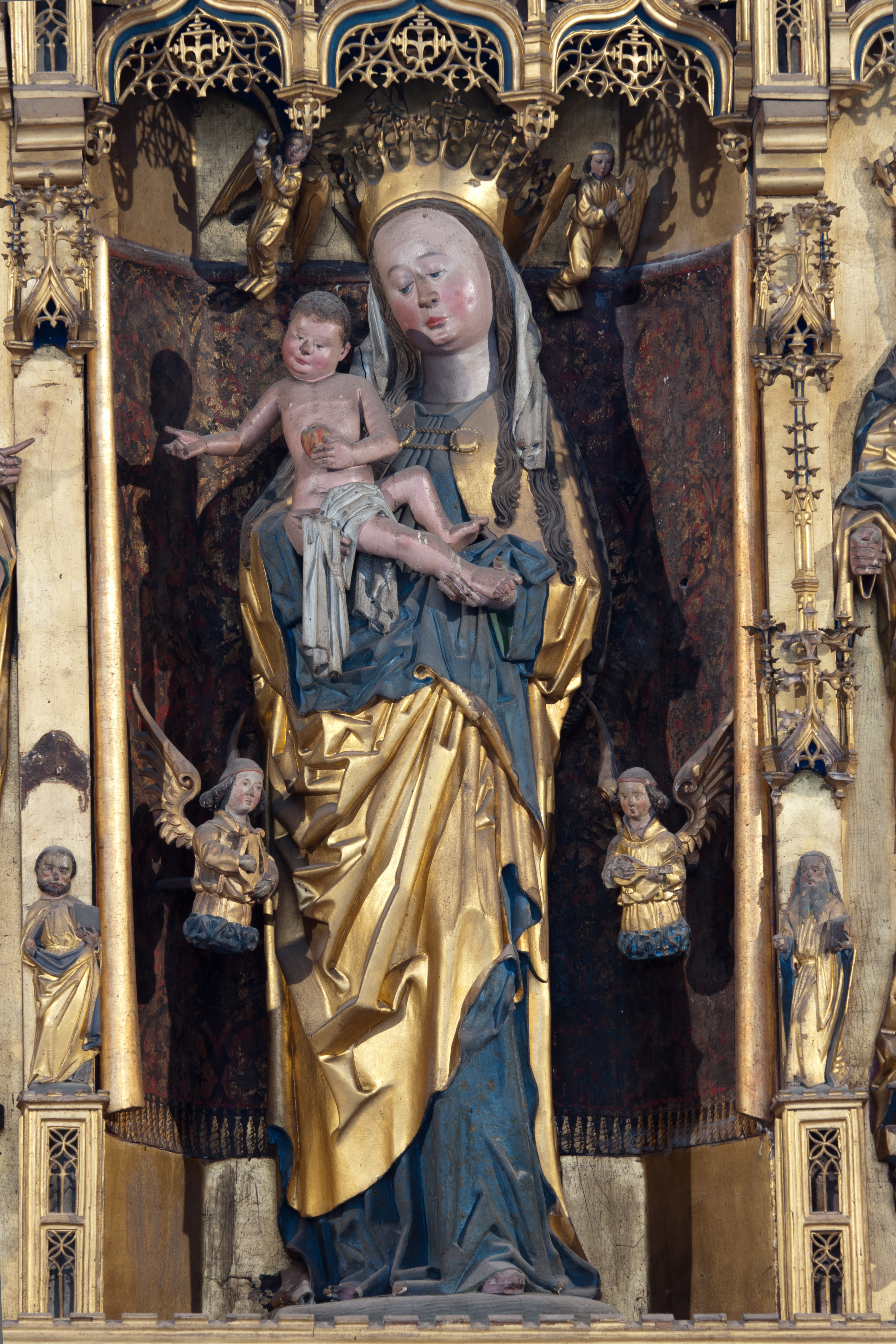
Detail vleugelaltaar
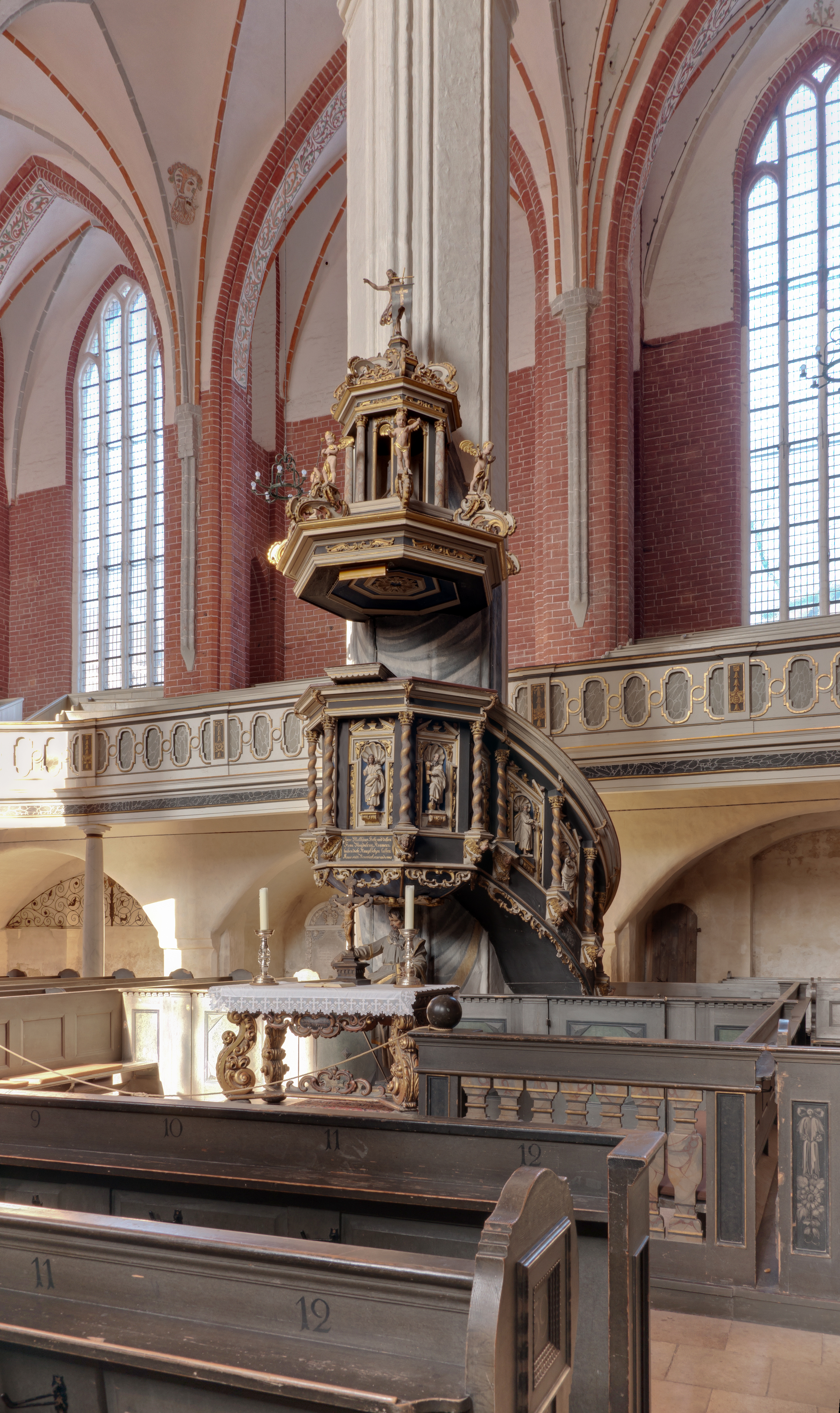
Kansel
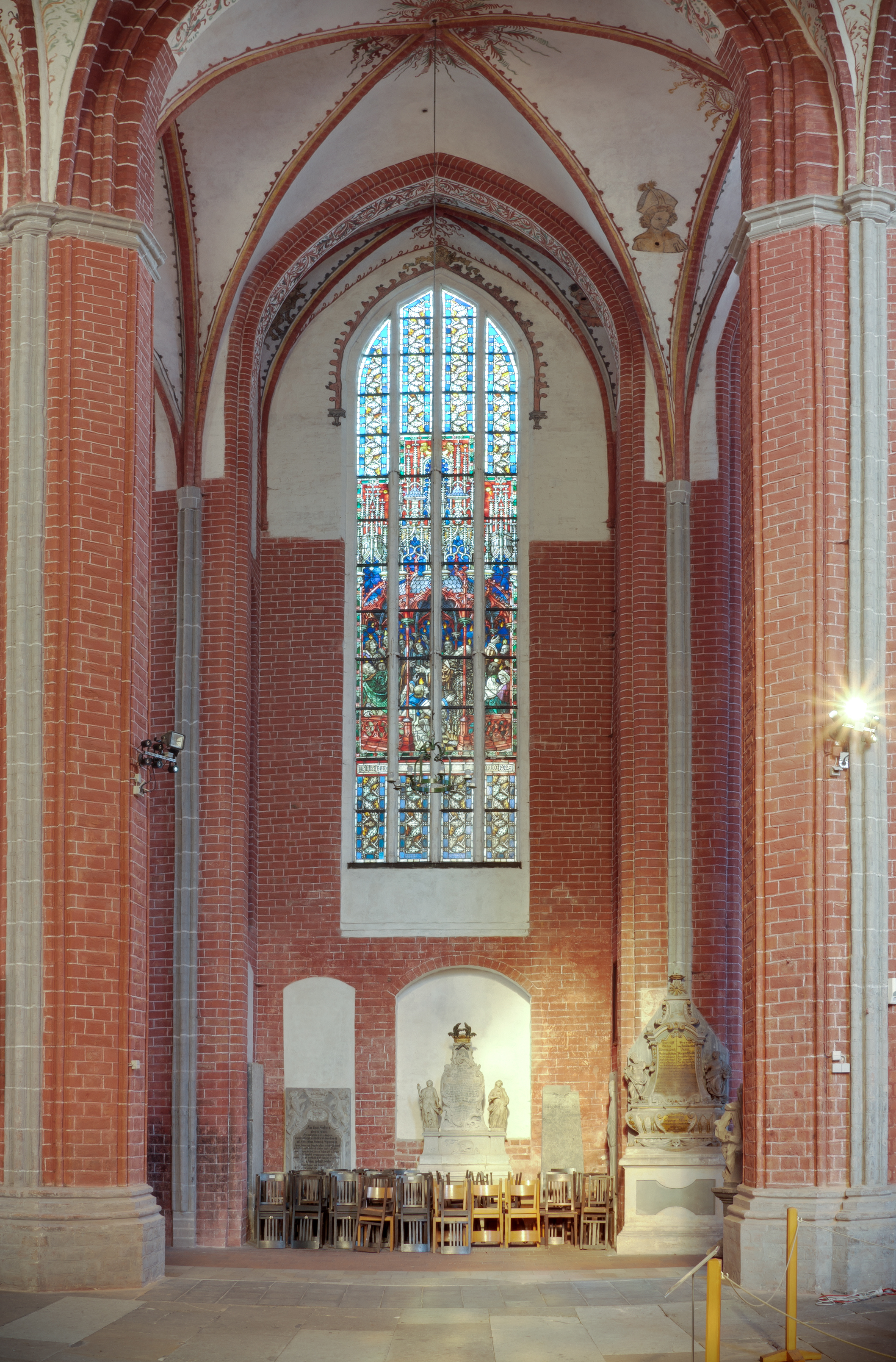
Gebrandschilderd raam
Epitaaf van de ridder von der Schulenburg

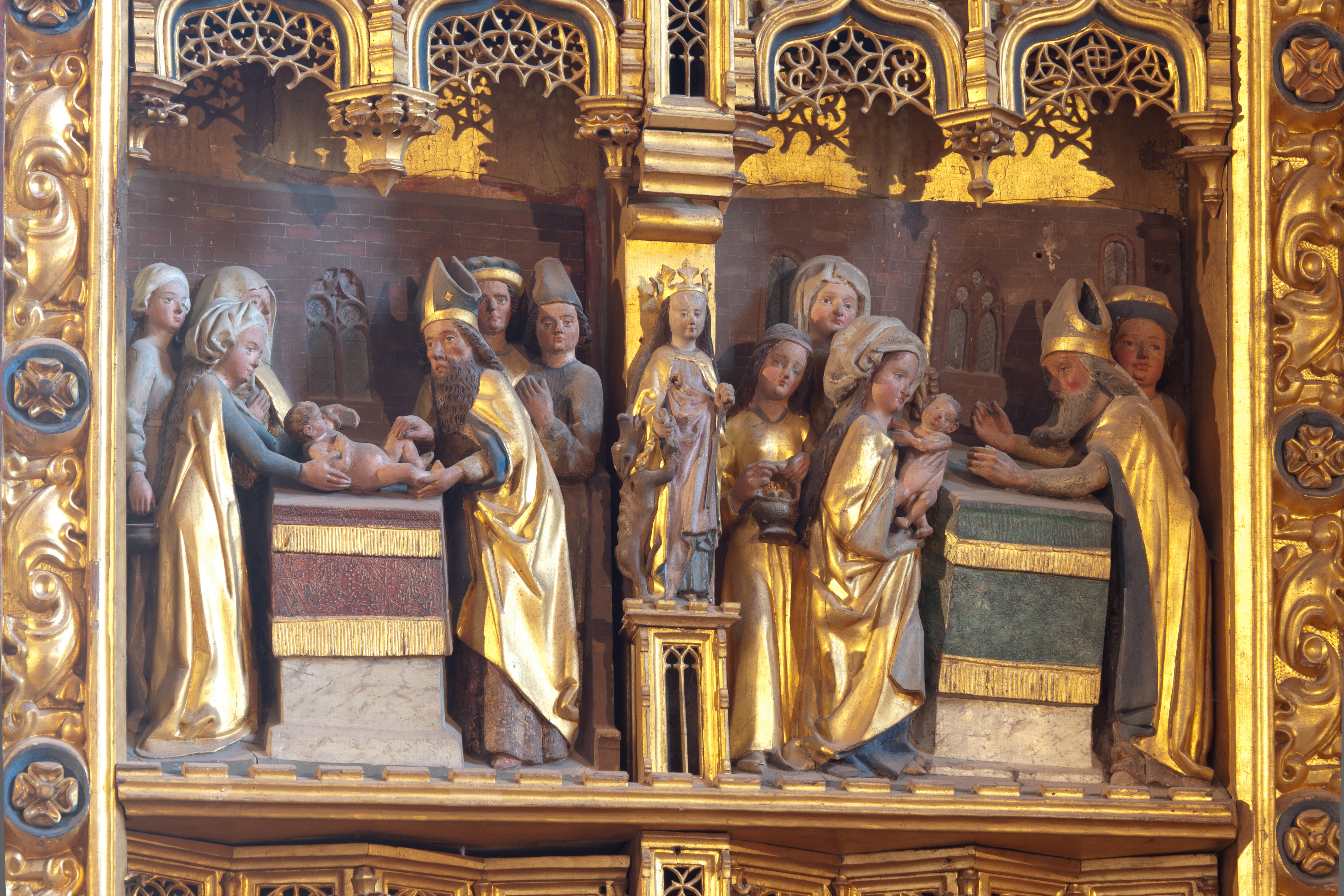
Detail vleugelaltaar
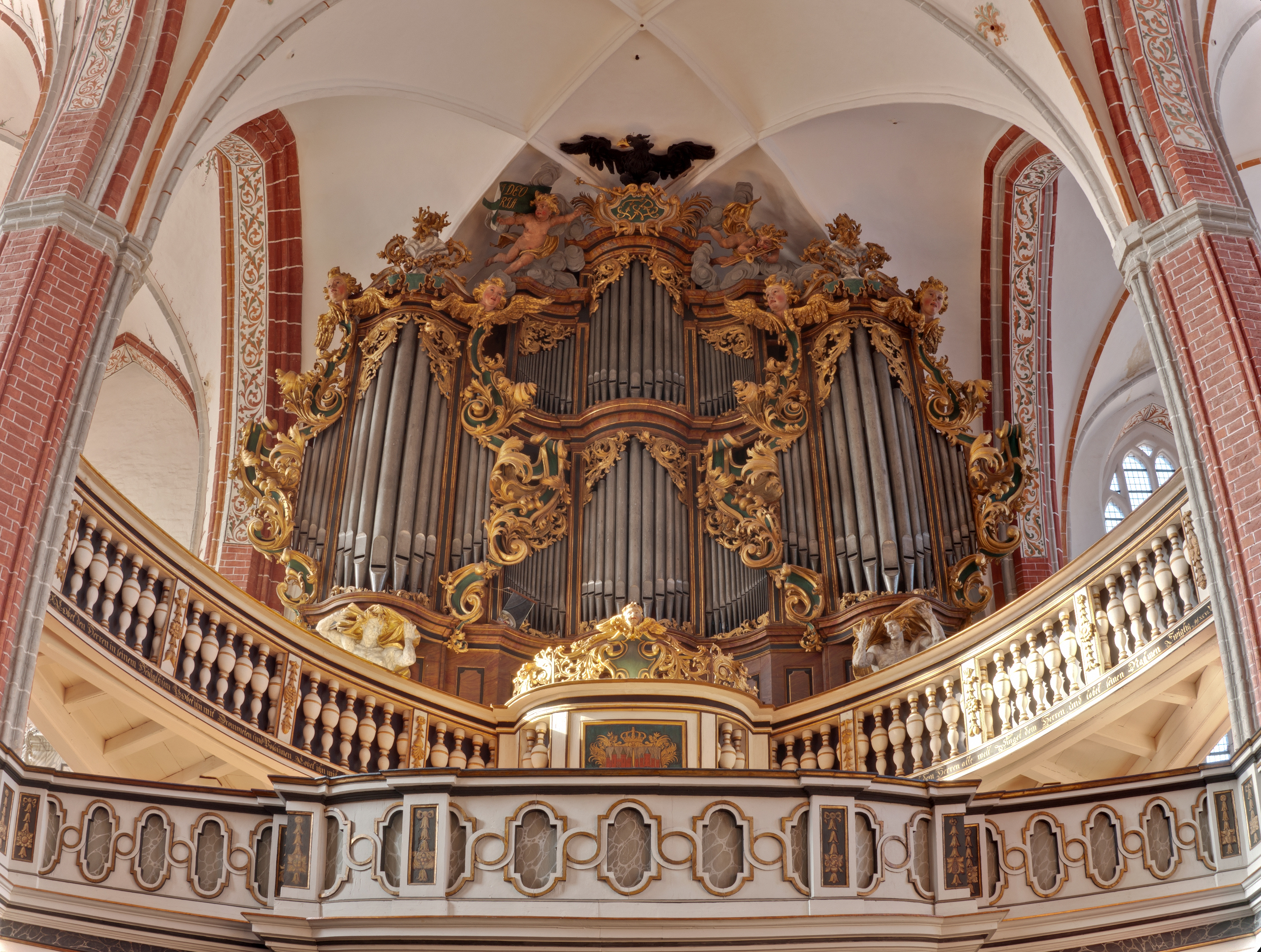
Orgel